# مطار الجلفة
مطار الجلفة أو مطار الثليثي (بالإنجليزية: Tsletsi Airport)‏ هو مطار يقع في الجزائر.

## تاريخ
تأسس سنة 1943 أول دراسات أجريت على الرياح المسيطرة لإنجاز مدارج المطار وفي سنة 1956 تم تسجيله من قبل وزارة الأشغال العمومية في عهد الإدارة الفرنسية وتم فتحه في وجه الملاحة الجوية سنة 1957.

## خصائص
مساحة المطار لحد الآن هي 553 هكتار و18 آر وبه مدرجين مدرج رئيسي بطول 1.800 متر ومدرج ثنائي بطول 1.400 متر وبعرض 45 متر لكلا المدرجين غير المعبدين.

## استعمال
وهو مصنف في الدليل الدولي للمطارات وهو مطار ذو استعمال محدود وقد استعمل سنة 1934 أول مرة في الإخلاء الصحي من الجلفة إلى مهبط حسين داي بالجزائر العاصمة. زيادة على استعماله من طرف القوات العسكرية الفرنسية لإجلاء والإمداد والنقل الداخلي. وهو مصنف ضمن توزيع المطارات في عهد الدولة الجزائرية بمرسوم تحت رقم 80_50 واستعمل في عمليات مكافحة الجراد ومعالجة الغابات.

## نادي الطيران
وقد تم إنجاز مرافق أول نادي طيران تحت اسم أجنحة الجنوب سنة 1951. وبتاريخ 24 ديسمبر 1989 تم تاسيس أول نادي طيران في ظل الدولة الجزائرية تحت رئاسة الطيار بن مشيه محمد أول مؤسس لنادي الطيران الهضاب العليا لولاية الجلفة باعتماد محلي تحت رقم 73/89 وتم تسجيل أول مشروع لإنجاز نادي طيران سنة 1992 ضمن مشروع بلدي للتنمية بغلاف مالي قدره 3.500.000.00 دح شملت بناء مرافق إدارية متمثلة في أربع مكاتب وقاعة وبرج للمراقبة مع مستودع للطائرات الصغيرة.

## عقبات
أرضية المطار عرفت خلال هذه المدة تواجد بعض السكان الغير شرعيين عددهم 18 عائلة منهم 5 فلاحين استفاد 3 منهم من برنامج الاستصلاح الفلاحي و2 ضمن مشروع الثورة الزراعية وهذا كان خطأ من مديرية الفلاحة الغرفة الفلاحية بالاشتراك مع مصالح أملاك الدولة ومديرية مسح الأراضي لولاية الجلفة. وبحكم تواجد مسؤولي الطيران الخفيف على أرضية مطار الثليثي كان التدخل مباشر مع المؤسسة الوطنية لتسيير مطارات الجزائر. التي تدخلت لدى ولاية الجلفة في عهد الوالي عدوا محمد الكبير الذي أسس لجنة ولائية بالعمل مع مؤسسة تسيير المطارات التي احصت جميع السكان وقامت بترسيم حدود مطار الثليثي. وقد أجريت مناقصة وطنية من طرف المؤسسة المذكورة لإنجاز مشروع إعادة تهيئة مطار الثليثي المتمثل في تسييج المطار وإقامة برج للمراقبة ومرافق إدارية وموقف لسيارات ومستودع للطائرات. إلا أن تقاعس مصالح الولاية عن إخلاء أرضية مطار الثليثي مما ادى إلى إلغاء المشروع.
وفي سنة 2015 تم تمرير خطوط كهربائية ذات الضغط العالي بمحيط مطار الثليثي وقد تم الإبلاغ عن ذلك من طرف مسؤولي الطيران الخفيف «نادي الطيران». عقد اثر ذلك بعض الاجتماعات في مقر ولاية الجلفة تحت إشراف السيد الكاتب العام للولاية. وكذا السيد المفتش العام للولاية. حيث تعهدت المؤسسة الوطنية للكهرباء بنزع الأعمدة عند انطلاق مشروع المطار. ولحد الآن المطار مهمش ومهمل دون عملية تسييج.